# Raj Chetty
Nadarajan "Raj" Chetty (Nueva Delhi 4 de agosto de 1979) es un economista indio-norteamericano. Es profesor de economía en la Universidad de Harvard, especialista en el campo de la economía pública. Sus investigaciones se centran en la evidencia empírica y la teoría económica con el fin de ayudar a diseñar políticas gubernamentales más eficaces. Los estudios recientes de Chetty tratan la igualdad de oportunidades en Estados Unidos y el impacto a largo plazo de los profesores sobre el rendimiento de los estudiantes. Ha sido galardonado con  la Medalla John Bates Clark y en 2012 con la beca MacArthur. En la actualidad, también es editor de la revista de economía pública Journal of Public Economics.